# Bissey-sous-Cruchaud
Bissey-sous-Cruchaud település Franciaországban, Saône-et-Loire megyében. Lakosainak száma 333 fő (2022. január 1.). Bissey-sous-Cruchaud Granges, Montagny-lès-Buxy, Buxy, Moroges, Rosey, Sainte-Hélène és Sassangy községekkel határos.

## Népesség
A település népességének változása:
| Lakosok száma | 340  | 343  | 351  | 341  | 338  | 335  | 334  | 334  | 333  |
|               | 2013 | 2015 | 2016 | 2017 | 2018 | 2019 | 2020 | 2021 | 2022 |